# Rainer Eising
Rainer Eising (* 1964) ist ein deutscher Politikwissenschaftler.

## Leben
Von 1987 bis 1993 studierte er Politik- und Verwaltungswissenschaft an den Universitäten Konstanz, Amherst und Columbia University (Abschluss zum Diplom-Verwaltungswissenschaftler im Juni 1993). Von 1993 bis 1999 war er wissenschaftlicher Mitarbeiter an der Universität Mannheim (Promotion zum Dr. phil im Februar 1999). Von 1999 bis 2000 war er Hochschulassistent an der Martin-Luther-Universität Halle-Wittenberg. Von 1999 bis 2000 war er Jean-Monnet Fellow am Europäischen Hochschulinstitut Florenz. Von 2000 bis 2006 war er Hochschulassistent an der FernUniversität in Hagen (Venia Legendi für Politikwissenschaft im September 2006). Von 2005 bis 2007 lehrte er als Professor für Europäische Studien an der Friedrich-Schiller-Universität Jena (2005–2006 Kommissarische Vertretung). Seit 2007 ist er Professor für Vergleichende Regierungslehre und Politikfeldanalyse an der Ruhr-Universität-Bochum.
Seine Forschungsgebiete sind europäische Union und EU-Mitgliedstaaten, politische Ökonomie, politische Partizipation und Interessenvermittlung und Policy-Analyse.

## Schriften (Auswahl)
- als Herausgeber mit Beate Kohler-Koch: The transformation of governance in the European Union. London 1999, ISBN 0-415-43037-2.
- Liberalisierung und Europäisierung. Die regulative Reform der Elektrizitätsversorgung in Großbritannien, der Europäischen Gemeinschaft und der Bundesrepublik Deutschland. Opladen 2000, ISBN 3-8100-2680-8.
- als Herausgeber mit Beate Kohler-Koch: Interessenpolitik in Europa. Baden-Baden 2005, ISBN 3-8329-0779-3.
- The political economy of state-business relations in Europe. Interest mediation, capitalism and EU policy making. London 2009, ISBN 0-415-46507-9.